# Christoph Arnold (Architekt)

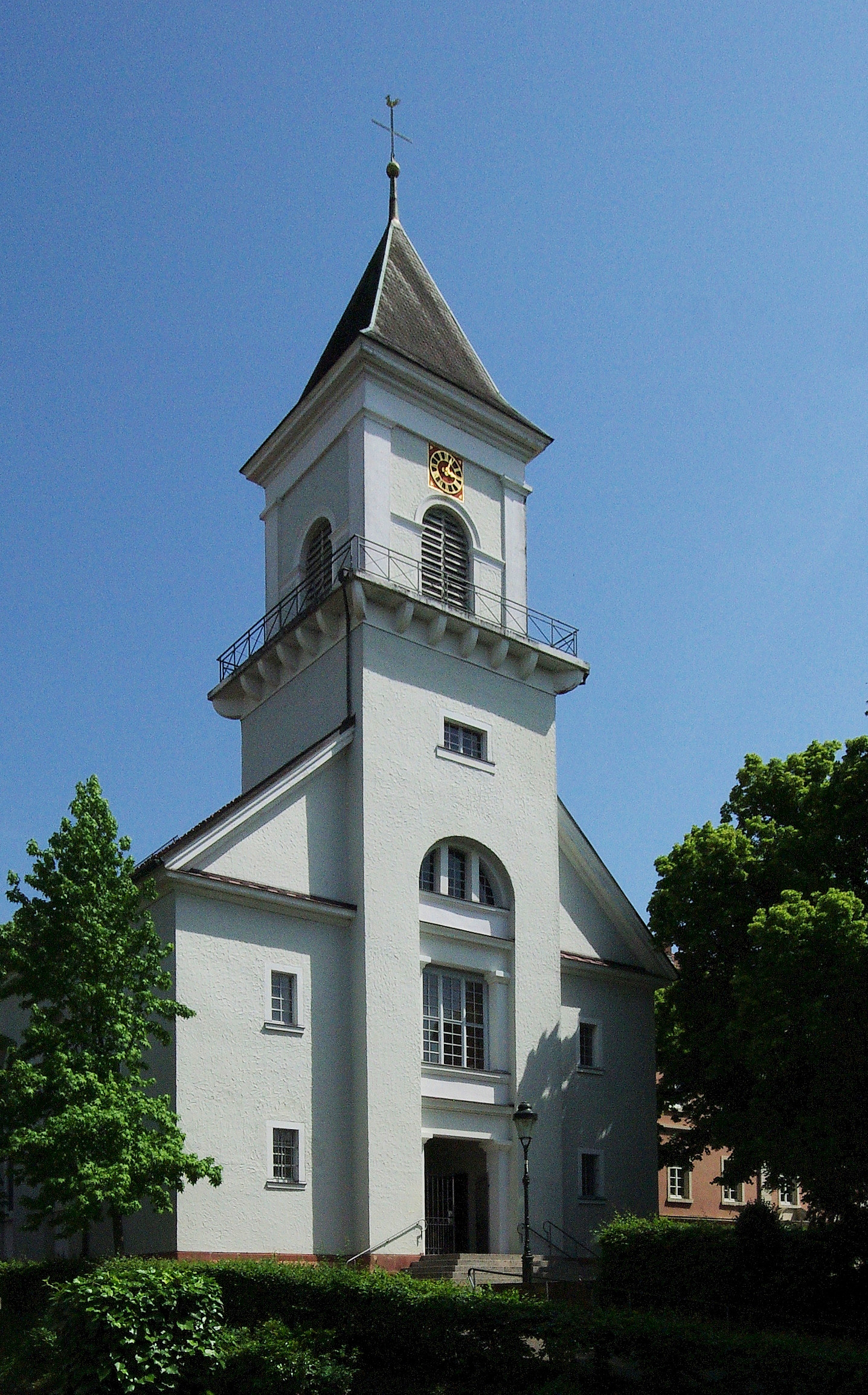
Katholische Kirche in Freiburg-Zähringen (1822–23)

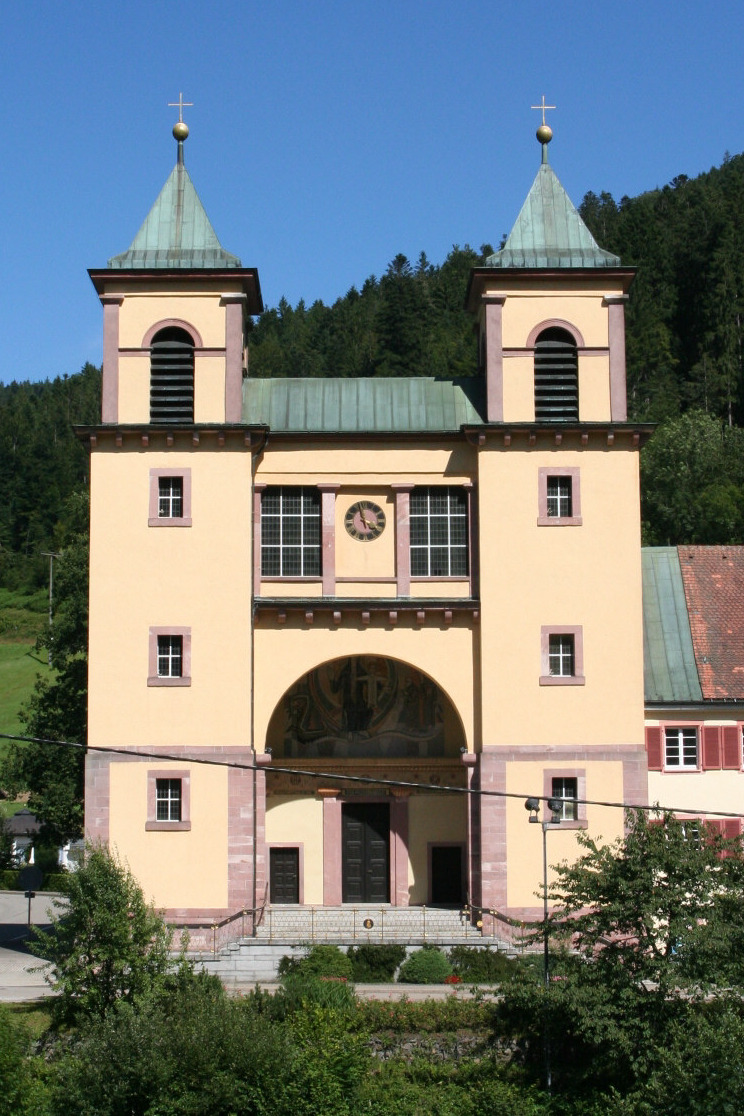
Katholische Kirche in Bad Rippoldsau (1829)

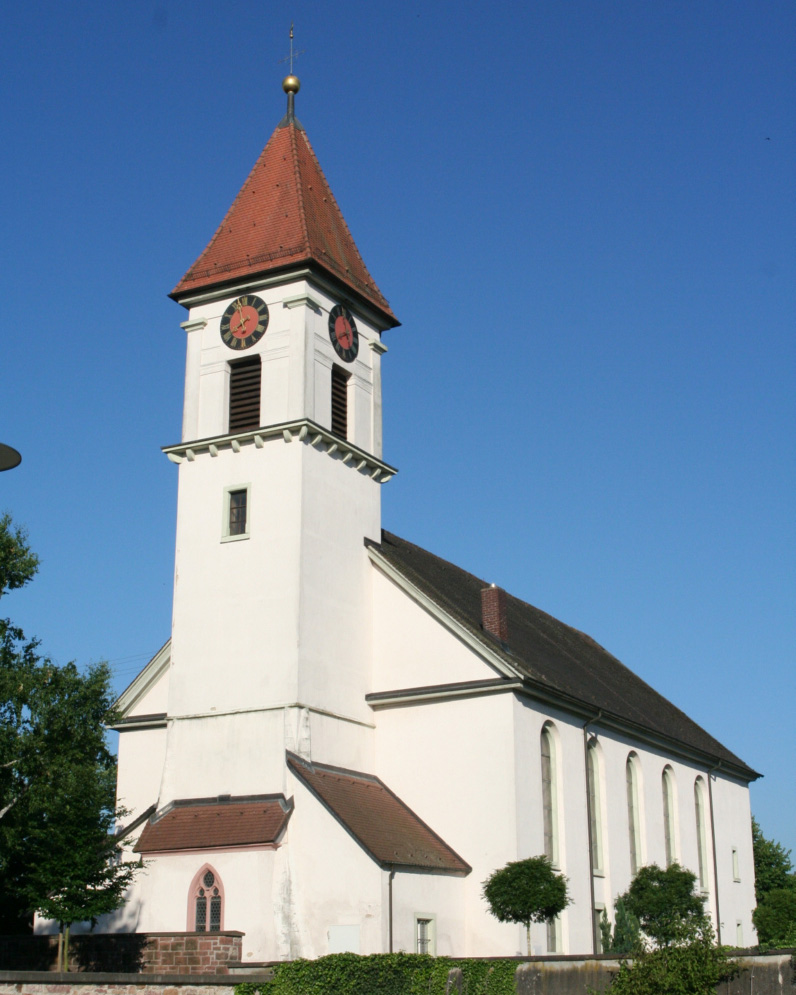
Evangelische Kirche in Teningen (1828)

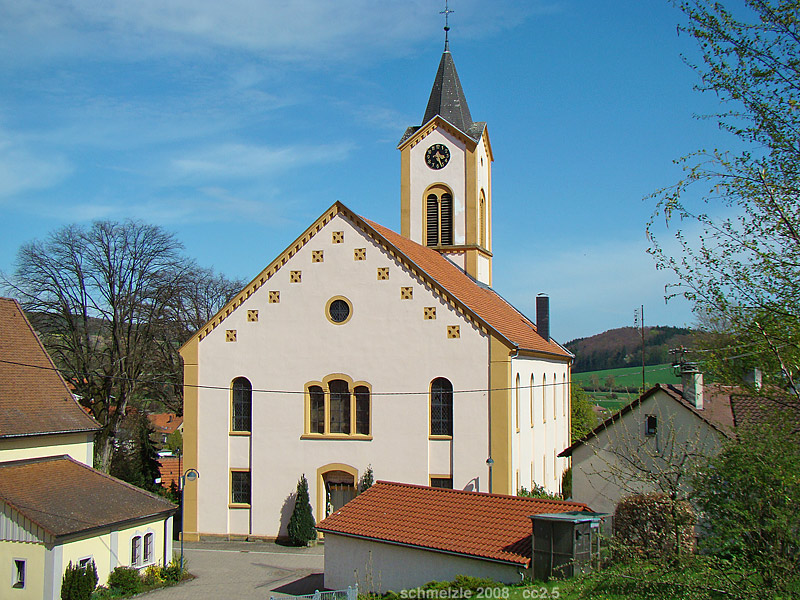
Evangelische Kirche in Reihen (1839–43)

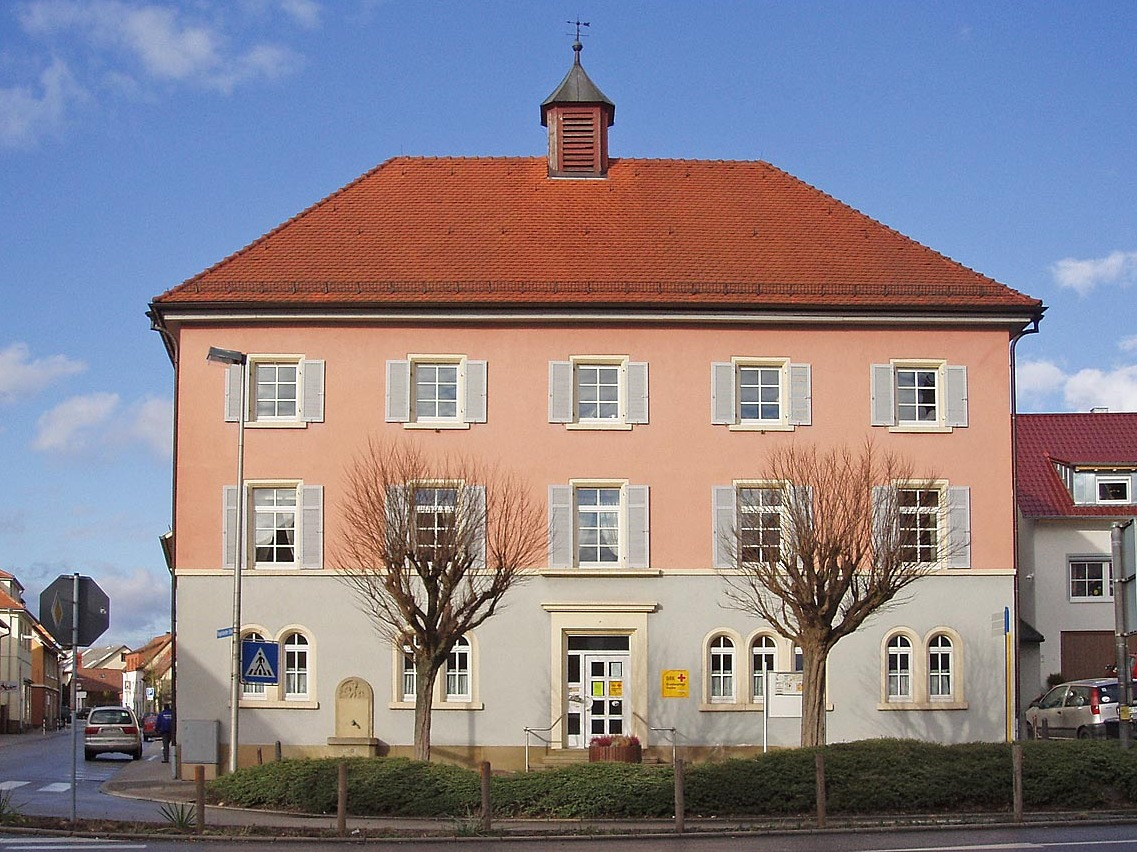
Altes Rathaus in Bad Rappenau (1840–41)

Christoph Johann Jakob Arnold (* 1. Juni 1779 in Karlsruhe; † 17. Juli 1844 in Heidelberg) war ein Schüler von Friedrich Weinbrenner und wurde selbst ein bedeutender Architekt des Klassizismus im Großherzogtum Baden.

## Leben
Christoph Arnold wurde in Karlsruhe geboren und besuchte dort das Gymnasium. Später führten ihn Stipendien nach Rom, Neapel, Pompeji, Paestum, Wien und München. Seine frühe Architektentätigkeit absolvierte er als Mitarbeiter des Baumeisters Friedrich Weinbrenner (1766–1826), der als Cousin der Mutter mit Christoph und seinem sieben Jahre jüngeren Bruder Friedrich Arnold verwandt war. Die Gebrüder wurden beide von Weinbrenner gefördert und beeinflusst. Christoph Arnold wirkte bis 1818 bei Weinbrenner am Ausbau von Karlsruhe mit. Auf ihn gingen in Karlsruhe unter anderem ein Teil der Bebauung des Ludwigsplatzes, das Gasthaus Badischer Hof und das Schlachthaus zurück. Nebenbei entstanden einige weitere Bauten nach seinen Plänen in Nordbaden, darunter sein erster Kirchenbau in Hasselbach im Jahr 1810. Er heiratete im Jahr 1808 in Karlsruhe Wilhelmine Eichrodt.
Zwischen 1819 und 1835 war Arnold als Oberbauinspektor in Südbaden tätig. In Freiburg im Breisgau entstanden zahlreiche Privatbauten nach seinen Entwürfen, außerdem erbaute er Universitätsgebäude und arbeitete am Freiburger Münster. Nach seinen Plänen wurden ab 1819 die im Norden liegende Leopoldvorstadt sowie die Stephanienvorstadt zwischen Dreisam und Martinstor angelegt.
In anderen südbadischen Orten erbaute er insgesamt acht Kirchen und zwei Synagogen, außerdem verschiedene Schul- und Amtshäuser. Schließlich veröffentlichte er in Freiburg 1832 auch das Architekturlehrbuch Practische Anleitung zur bürgerlichen Baukunst, das noch ganz dem Weinbrennerschen Klassizismus verpflichtet ist, während dessen Nachfolger als Leiter der badischen Baudirektion und damit als Vorgesetzter Arnolds, Heinrich Hübsch, sich bereits dem sogenannten Rundbogenstil verschrieben hatte.
1836 wurde Arnold, möglicherweise infolge des Richtungsstreits mit Hübsch, zum Bezirksbauinspektor zurückgestuft und nach Heidelberg versetzt. In dieser Position errichtete er bis 1844 weitere rund 30 Bauten im Kraichgau, darunter insbesondere Rat- und Schulhäuser.

## Bauwerke (Auswahl)
- Gefängnis in Boxberg
- Evangelische Kirche in Hasselbach (1810)
- Haus Kroll, Pforzheim
- Evangelische Kirche, Kandern
- St. Fridolin (Lörrach) (1821/22)
- Anlage der Zähringer Vorstadt, Freiburg im Breisgau
- Katholische Kirche St. Blasius, Freiburg-Zähringen (1822/23)
- Collegium Borromaeum und Konviktskirche in Freiburg im Breisgau (1823–1826)
- Synagoge und Volksschule, Emmendingen (1823)
- Katholische Kirchen am Kaiserstuhl: Wasenweiler (1823), Amoltern (1825), Schelingen (1825)
- Altes Amtshaus Endingen am Kaiserstuhl (1825)
- Katholische Kirche in Heitersheim (1825–1827)
- Katholische Kirche, Bleichheim (1827)
- Synagoge in Eichstetten (1828)
- Evangelische Kirche, Teningen (1828)
- Katholische Kirche, Rippoldsau-Schapbach (1829)
- Volksschule, Eberbach
- Evangelisches Schulhaus, Haßmersheim
- Evangelisches Schulhaus, Michelfeld
- Amtshaus und Gefängnis, Sinsheim
- Evangelisches Pfarrhaus, Mauer
- Katholisches Schulhaus, Kirchardt (1839)
- Altes Rathaus, Rappenau (1840–41)
- Evangelische Kirche, Reihen (1839–43)
- Schulhaus, Dühren (1845)

## Schriften
- Practische Anleitung zur bürgerlichen Baukunst in einer Reihe von Plaenen für Gebäude aller Art: nebst kurzer Beschreibung und Erklärung derselben für angehende Baumeister u. Kunstfreunde. H. 1 (1832) 4 S. 40 lithograph. Tafeln; H. 2 (1833) 8 S., 30 lith. Taf.; H. 3 (1834) 11 S., 40 lith. Taf. Herder, Carlsruhe/Freiburg.